# چانگشا

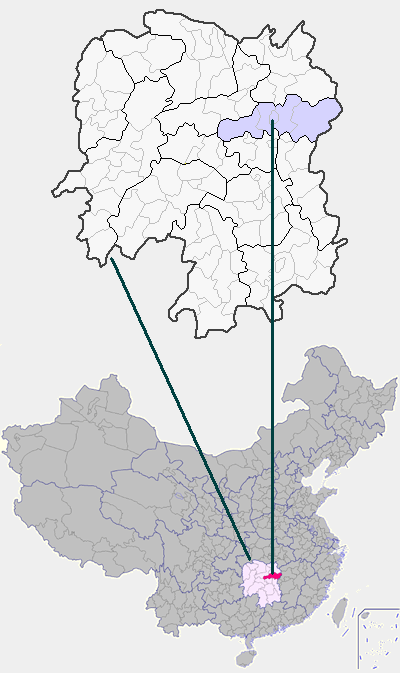
محل چانگشا در چین

چانگشا (Changsha)مرکز استان هونان می‌باشد. هونان استانی در مرکز شرقی چین می‌باشد. این شهر در قسمت پایین رودخانه شیانگ‌جیانگ که از رودخانه یانگ‌تسه منشعب می‌شود، قرار دارد. مساحت شهر چانگشا ۱۱۸۱۹ کیلومتر مربع و دارای جمعیتی معادل ۶۰۱۷۶۰۰ نفر (طبق سرشماری سال ۲۰۰۳)می‌باشد. چانگشا اداره ۵ ناحیه، ۳ بخش و ۱ شهر را دارد. ناحیه‌های تحت اداره: فورونگ، تیانگزین، یوئلو، کایفو و یوهوآ، بخش‌های تحت اداره: چانگشا، وانگ‌چنگ و نینگ‌شیانگ و یک شهر به نام لیویانگ می‌باشد.

## تاریخچه
اولین استقرار و سکونت در شهر چانگشا احتمالاً به اولین عصر طلایی قبل از میلاد برمی‌گردد. تا سال ۲۰۲ قبل از میلاد شهر چانگشا یک شهر نیرومند بود. در زمان خاندان هان این شهر مرکز پادشاهی چانگشا بود. آرامگاه‌های مشهور ماواندویی که متعلق به خاندان هان می‌باشد، بین سال‌های ۱۸۶ تا ۱۶۵ قبل از میلاد بنا شده‌است. قدیمی‌ترین آرامگاه (آرامگاه شماره ۲) هنگامیکه در دهه ۱۹۷۰ میلادی مورد کاوش قرار گرفت، جسد زنی به نام شین جویی پیدا شد که در نهایت شگفتی در وضعیت خوبی حفظ شده بود. همچنین در این آرامگاه قدیمی‌ترین نسخه دائو- د- جینگ که توسط لاو زای نوشته شده بود، پیدا شد. در زمان خاندان سویی (Sui) چانگشا بخش به حساب می‌آمد. مدرسه یوئلو در سال ۹۷۶ بعد از میلاد بنا شد. این مدرسه در سال ۱۱۲۷ طی جنگی ویران شد و سپس در سال ۱۱۶۵ در زمان خاندان سونگ جنوبی دوباره ساخته شد. فیلسوف مشهور جو زای (انگلیسی: Zhu Zi چینی:朱熹)در سال ۱۱۶۵ در این مدرسه تدریس می‌کرد. این مدرسه دوباره توسط مغول‌ها دوباره ویران شد اما در اواخر قرن ۱۵ دوباره بازسازی شد. در زمان خاندان مینگ در سال ۱۹۰۳ به دبیرستان هونان تبدیل شد. دانشگاه امروزی هونان از نسل همین مدرسه است. معماری و طرح بعضی از بناهای بازسازی شده که بازسازی آنها بین سال‌های ۱۹۸۱ تا ۱۹۸۶ صورت گرفته، احتمالاً بر طبق معماری خاندان سونگ بوده‌است. عهدنامه شانگهای که میان چین و ژاپن در سال ۱۹۰۳ بسته شد، درهای شهر چانگشا را به روی تجارت خارجی گشود و بنابراین کارخانه‌ها، کلیساها و مدارس ساخته شدند. دانشکده‌ای توسط دانشگاه یاله (Yale)ساخته شد. این دانشکده بعداً به مرکز پزشکی شیانگ‌یا تبدیل شد، دومین مدرسه‌ای که مدرسه یالی نامگذاری شد.
مائوزیدونگ- بنیانگذار جمهوری خلق چین- شغل سیاسی خود را در شهر چانگشا آغاز کرد. او بین سال‌های ۱۹۱۳ تا ۱۹۱۸ به عنوان دانش‌آموز در مدرسه تربیت معلم شماره ۱ هونان، مشغول تحصیل بود. او به چانگشا بازگشت و بین سال‌های ۱۹۲۰ تا ۱۹۲۲ به عنوان معلم و مدیر مشغول به کار بود. این مدرسه در طی جنگ شهری ویران شد اما دوباره بازسازی شد. اداره سابق کمیته مرکزی حزب کمونیست هونان، مکانی که مائوزیدونگ اولین بار زندگی می‌کرد، هم‌اکنون به موزه‌ای تبدیل شده‌است که شامل محل زندگی مائو، عکس‌ها و دیگر اشیا تاریخی متعلق به دهه ۱۹۲۰ می‌باشد. در زمان جنگ دوم میان چین و ژاپن موقعیت استراتژیک چانگشا توسط ژاپنی‌ها به ۴ منطقه متمرکز شد: چانگشا اول، چانگشا دوم، چانگشا سوم و چانگشا چهارم.

## آب و هوا و جغرافیای چانگشا
چانگشا در '۵۳°۱۱۱ - '۵°۱۱۴ شرق جغرافیایی و'۲۷°۵۱-'۲۸°۴۰ شمال جغرافیایی واقع شده‌است. این شهر در مرکز شرقی هونان قرار دارد. ارتفاع چانگشا در قسمت غربی زیاد و در قسمت شرقی کم است. مناطق کوهستانی زیادی در چانگشا قرار دارد و رودخانه شیانگ‌جیانگ از جنوب به شمال این شهر جریان دارد. کوه یوئلوشان (Yuelushan)با ارتفاع ۲۹۶ متر در غرب این شهر قرار دارد. رودخانه‌های لیویانگهه (لیویانگ)(Liuyanghe)و لاودوهه (لاودو)(Laodaohe)در شرق چانگشا قرار دارند.

چانگشا در منطقه تحت حاره آب و هوای موسمی دارد. میانگین دمای سالانه چانشگا بین -۱۶۸° تا ۱۷۲° سانتیگراد، در ماه ژانویه ۴۶° و در ماه ژوئیه ۲۸۶° درجه سانتیگراد می‌باشد. میانگین بارندگی سالانه در چانگشا ۱۴۲۲ میلی‌متر و دوره بدون یخبندان ۲۷۵ روز می‌باشد. چهار فصل مختلف در چانگشا وجود دارد. تابستان طولانی و سوزان با بارندگی سنگین و پاییز خوب و راحت همراه با تابش فراوان خورشید می‌باشد. در زمستان بارندگی خیلی کم است و هوا زیاد سرد نیست. در بهار آب و هوا بارانی و مرطوب همراه با افزایش سریع دما می‌باشد.

## حومه چانگشا
استان جیانگ‌شی (Jianxi)، شهرها و بخش‌های هونان مانند بخش تانگو (Tonggu)، بخش وانزای (Wanzai)، شهر ییچون (Yichun)، پینگ‌شیانگ (Pingxiang)که شهری در استان جیانگ‌شی می‌باشد. بخش پینگ‌جیانگ (Pingjiang)، شهر میلو (Miluo)، بخش شیانگ‌یین (Xiangyin)متعلق به یویانگ (Yueyang)، ناحیه هشان (Hashan)، بخش تائوجیانگ (Taojiang)، بخش آنهوآ (Anhua)متعلق به یی‌یانگ (Yiyang)، شهر لیان‌یوان (Lianyuan)لاودی (Loudi)، بخش جوزو (Zhuzhou)، شهر لیلینگ (Liling)متعلق به جوزو، بخش شیانگ‌تان (Xiangtan)، شهر شیان‌شیانگ متعلق به شیانگ‌تان.

## اقتصاد
در سال ۲۰۰۳ تولید ناخاص داخلی (GDP) برای هرنفر ۲۳۹۴۲ یوان (معادل ۲۴۹۰ یورو و ۲۸۹۰ دلار) بود، که بین ۶۵۹ شهر چین مقام ۴۲ام را کسب کرد. در سال ۲۰۰۵ تولید اسمی ناخالص داخلی ۱۵۱۹۹ میلیارد یوان بود و هرسال نسبت به سال گذشته رشدی معادل ۱۴۹ درصد دارد. در سال ۲۰۰۵ تولید ناخالص داخلی برای هر نفر ۲۴۳۱۸ یوان بود.

## فرهنگ
در سال‌های اخیر، چانگشا به یک مرکز مهم تولید محصولات و سرگرمیهای تلویزیونی تبدیل شده‌است. مراکز تلویزیونی چانگشا بعضی از برنامه‌های مشهور چین را تولید می‌کنند.

## دانشکده‌ها و دانشگاه‌ها

### دانشگاه‌های ملی
- دانشگاه جنوب مرکزی (中南大学)
- دانشگاه هونان(湖南大学)

## دانشگاه‌های عمومی
- دانشگاه علوم و فناوری چانگشا
- دانشگاه کشاورزی هونان
- دانشگاه طبیعی هونان
- دانشکده طب سنتی چین هونان
- دانشکده تجارت هونان

## افراد مهم
چانگشا زادگاه افرادی چون:
- شیونگ‌نای (Xiong Ni)- دارنده مدال طلای شنا المپیک.
- یانگ کایهویی (yang kaihui)- همسر اول مائوزیدونگ.
- جو رانجی (Zhu Rongji)- نخست‌وزیر بین سال‌های ۱۹۷۷ تا ۲۰۰۲.
- تیان هان (Tian Han)- نوازنده سرود ملی چین.
- لی شیاوپنگ (Li Xiaopeng)- ژیمناست المپیک.
- لی فوچون لیو شاوکی (Li Fuchun Liu Shaoqi)- رئیس‌جمهور چین تا زمان رسوایی در سال ۱۹۶۶.

جانگ ییشینگ(zhang yixing)-عضو گروه کیپاپ اکسو، مدیر عامل کمپانی سرگرمی chromosome changsha entertainment